# Musée de Téboursouk
Le musée de Téboursouk est un musée tunisien situé à Téboursouk.
Il est situé dans une ancienne prison militaire ayant accueilli à plusieurs reprises, et surtout pendant la période allant de 1938 à 1943 et de 1952 à 1954, des nationalistes tunisiens qui y ont purgé leurs peines.
Le musée a vu le jour après des travaux de décloisonnement des cellules. Il comporte 18 vitrines qui ont pour thème essentiel les événements du 9 avril 1938 et les actes de répression et de résistance qui ont en découlé, entre 1938 et 1943.
Le 15 mars 2022, un arrêté en fait un monument classé.